# Wolfgang A. Bienert
Wolfgang Artur Bienert (* 24. September 1939 in Berlin; † 7. März 2021 in Marburg) war ein deutscher evangelischer Theologe.

## Leben
Wolfgang Bienert studierte von 1959 bis 1963 evangelische Theologie in Göttingen und an der Kirchlichen Hochschule Berlin. 1963 legte er das erste theologische Examen bei der Evangelisch-lutherischen Landeskirche Hannovers ab. Sein Vikariat absolvierte er anschließend in Hildesheim und Caracas/Venezuela und schloss es 1967 mit dem zweiten theologischen Examen ab.
Von 1967 bis 1977 war Bienert wissenschaftlicher Mitarbeiter und Assistent an der Evangelisch-Theologischen Fakultät der Rheinischen Friedrich-Wilhelms-Universität bei Wilhelm Schneemelcher im Fach Kirchengeschichte (Patristik). 1970 wurde er zum Dr. theol. promoviert und habilitierte sich 1977 im Fach Kirchengeschichte in Bonn.
1977/1978 war Bienert Pfarrer an Sankt Urbani in Munster, von 1977 bis 1983 Dozent für Kirchengeschichte am Missionsseminar Hermannsburg. 1979 wurde er an die Universität Göttingen umhabilitiert. 1983 nahm er einen Ruf als Professor für das Fach Kirchengeschichte (Patristik) an die Philipps-Universität Marburg an. Hier blieb er bis zur Emeritierung 2004. 1990 lehnte er einen Ruf auf die Professur für dasselbe Fach an der Ruhr-Universität Bochum ab.

## Schwerpunkte
Im Werk Wolfgang Bienerts steht die Patristik an erster Stelle, vor allem die alexandrinische Tradition (Origenes, Dionysius, Athanasios, Didymos), die Entstehung der Alten Kirche und Fragen von Orthodoxie und Häresie. Von diesem Topos aus entwickelte er ökumenische Schwerpunkte, wie z. B. das Verhältnis von Protestantismus und Orthodoxie sowie Luthers Verhältnis zur altkirchlichen Tradition. Zu den Höhepunkten seines Wirkens zählten sein 1997 veröffentlichtes Lehrbuch zur Dogmengeschichte und vor allem das „Colloquium Origenianum Septimum“, das er ebenfalls 1997 in Hofgeismar ausrichten konnte.

## Gremien
Wolfgang A. Bienert war seit 1980 Mitglied der Kommission für den Dialog der EKD mit dem Ökumenischen Patriarchat Konstantinopel, von 1988 bis Mitglied des Deutschen Ökumenischen Studienausschusses (DÖSTA) der Arbeitsgemeinschaft Christlicher Kirchen in Deutschland, seit 1989 Mitglied und von 1989 bis 2007 Moderator des Facharbeitskreises Orthodoxie der EKD und seit 1991 Mitglied der Kommission für Glauben und Kirchenverfassung des Ökumenischen Rates der Kirchen.

## Schriften (Auswahl)
- Gedanken zum Reformationsfest. Caracas 1967.
- „Allegoria“ und „Anagoge“ bei Didymos dem Blinden von Alexandrien. de Gruyter, Berlin 1972, ISBN 3-11-003715-7
- Dionysius von Alexandrien, Das erhaltene Werk / Dionysiu leipsana (= Bibliothek der griechischen Literatur, Bd. 2). Eingeleitet, übersetzt und mit Anmerkungen versehen von Wolfgang A. Bienert. Anton Hiersemann, Stuttgart 1972, ISBN 3-7772-7215-9
- Dionysius von Alexandrien. Zur Frage des Origenismus im 3. Jahrhundert (= Patristische Texte und Studien, Bd. 21). de Gruyter, Berlin 1978, ISBN 3-11-007442-7 (zugleich: Habilitationsschrift, Evang.-Theol. Fakultät der Universität Bonn 1976/77)
- Im Zeichen des Kreuzes Christi. Eigenart und Bedeutung der Hermannsburger Erweckungsbewegung. Verlag der Lutherischen Buchhandlung Harms, Groß Oesingen 1986, ISBN 3-922534-37-6
- zusammen mit Guntram Koch: Kirchengeschichte I / Christliche Archäologie (Reihe Grundkurs Theologie). Kohlhammer, Stuttgart 1989, ISBN 3-17-010555-8
- „Im Zweifel näher bei Augustin“? Zum patristischen Hintergrund der Theologie Luthers. In: Damaskinos Papandreou, Wolfgang A. Bienert, Knut Schaferdiek (Hg.): Oecumenica et Patristica. Festschrift für Wilhelm Schneemelcher zum 75. Geburtstag. Kohlhammer, Stuttgart 1989, ISBN 3-17-010792-5, S. 281–294.
- Dogmengeschichte (Reihe Grundkurs Theologie). Kohlhammer, Stuttgart 1997, ISBN 3-17-010810-7
- Wir glauben – wir bekennen – wir erwarten. Eine Einführung in das Gespräch über das ökumenische Glaubensbekenntnis von 381. Hg. von Wolfgang A. Bienert, Deutscher Ökumenischer Studienausschuss (DÖSTA). Franz Sales Verlag, Eichstätt 1997, ISBN 3-7721-0191-7
- Werden der Kirche – Wirken des Geistes. Beiträge zu den Kirchenvätern und ihrer Nachwirkung (= Marburger Theologische Studien, Bd. 55). Elwert, Marburg 1999, ISBN 3-374-02533-1
- Einheit als Gabe und Verpflichtung. Otto Lembeck Verlag, Frankfurt am Main / Bonifatius, Paderborn 2002, ISBN 3-87476-404-4 (Lembeck), ISBN 3-89710-219-6 (Bonifatius)
- Kirchengeschichte in ökumenischer Verantwortung. Ausgewählte Studien (= Kirche-Konfession-Religion, Bd. 55). Hg. von Peter Gemeinhardt und Karl Pinggéra. V&R unipress, Göttingen 2009